# Монастырский устав

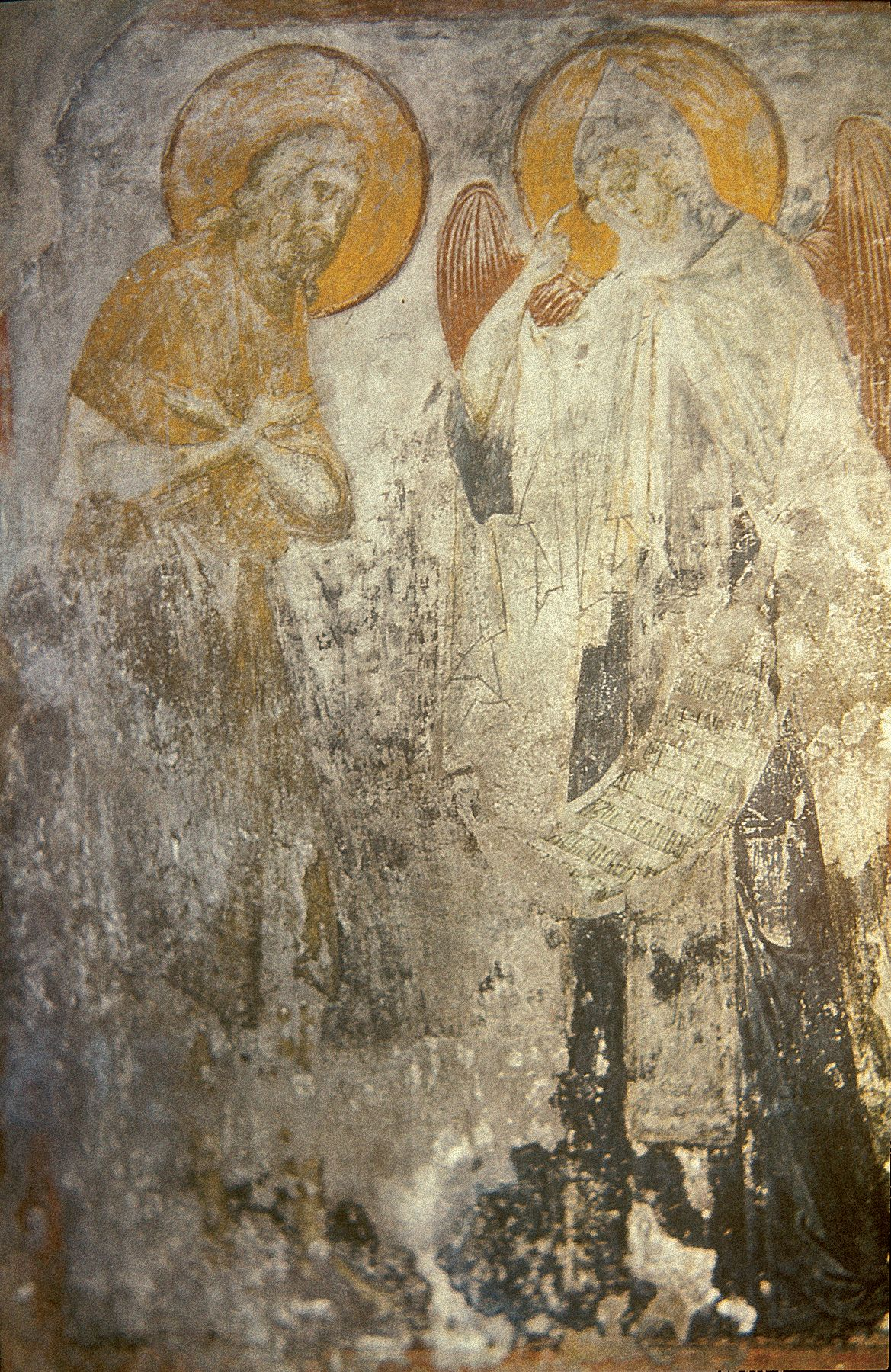
Ангел вручает преподобному Пахомию общежительный монашеский устав,
фреска Успенского собора на Городке, XV век

Монасты́рский уста́в — свод правил проживания монахов в общежительных монастырях, который может содержать также порядок совершения богослужений. Возникновение и развитие монастырских уставов тесно связано с появлением Типиконов, определяющих порядок совершения церковных служб. Современные монастырские уставы содержат как общежительные правила (дисциплинарная часть, описание обязанностей по послушаниям, наставления по духовному совершенствованию), так и литургический раздел.

## Возникновение
Возникновение монастырских уставов связано с появлением общежительного монашества. Первый монастырский устав был создан Пахомием Великим для Тавеннисийского монастыря (Южный Египет) в 318 году. Новоначальному назначается испытательный срок в 10 дней и старец, который берёт над ним шефство. Получает новоначальный и новое монашеское одеяние. Он выполняет разные поручения и читает псалмы. В монастыре три общих молитвы в день и одна общая трапеза в полдень (кроме постов среды и пятницы). Монастырь возглавлял авва, а хозяйственной стороной ведал эконом.
Монастырский устав Пахомия стал основой для Василия Великого при составлении им «Пространно изложенных правил для монахов» для основанного им в Каппадокии монастыря. Устав Василия, сохранился в православном иночестве до сегодняшнего дня. На Западе, с его разнообразием монастырских уставов, такие монастыри называются по его имени, «василианскими монастырями».
К прочим древнейшим монастырским уставам относится сочинение преподобного Иоанна Кассиана Римлянина «О постановлениях киновий палестинских и египетских» (в 12-и книгах); на его основе был составлен устав преподобного Венедикта Нурсийского (VI век) для монастыря в Монте-Кассино (Италия).
Сведения о правилах проживания монахов в Египетских монастырях V века содержатся в Повествовании святого Софрония, епископа иерусалимского, и преподобного Иоанна Мосха о посещении ими Синайского монастыря (описаны правила Нила Синайского).
Древние монастырские уставы предусматривали наказания: за ложь, ропот, лень, гневливость, нерадение о монастырском имуществе. В качестве наказания для виновного предусматривалось отлучение от причастия, лишение общения в пище и молитве с другими монахами, временное сухоядение.

## Христианство

### Православие

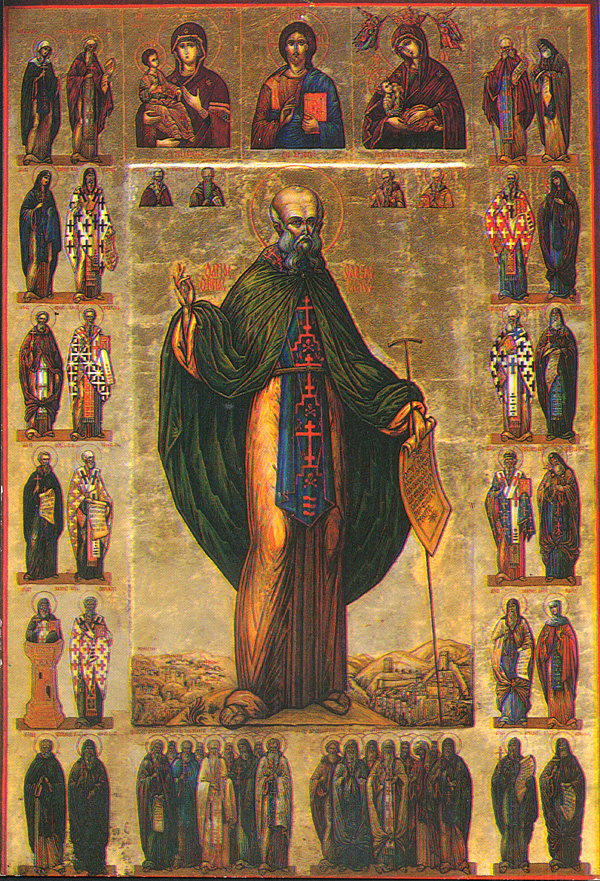
Савва Освященный

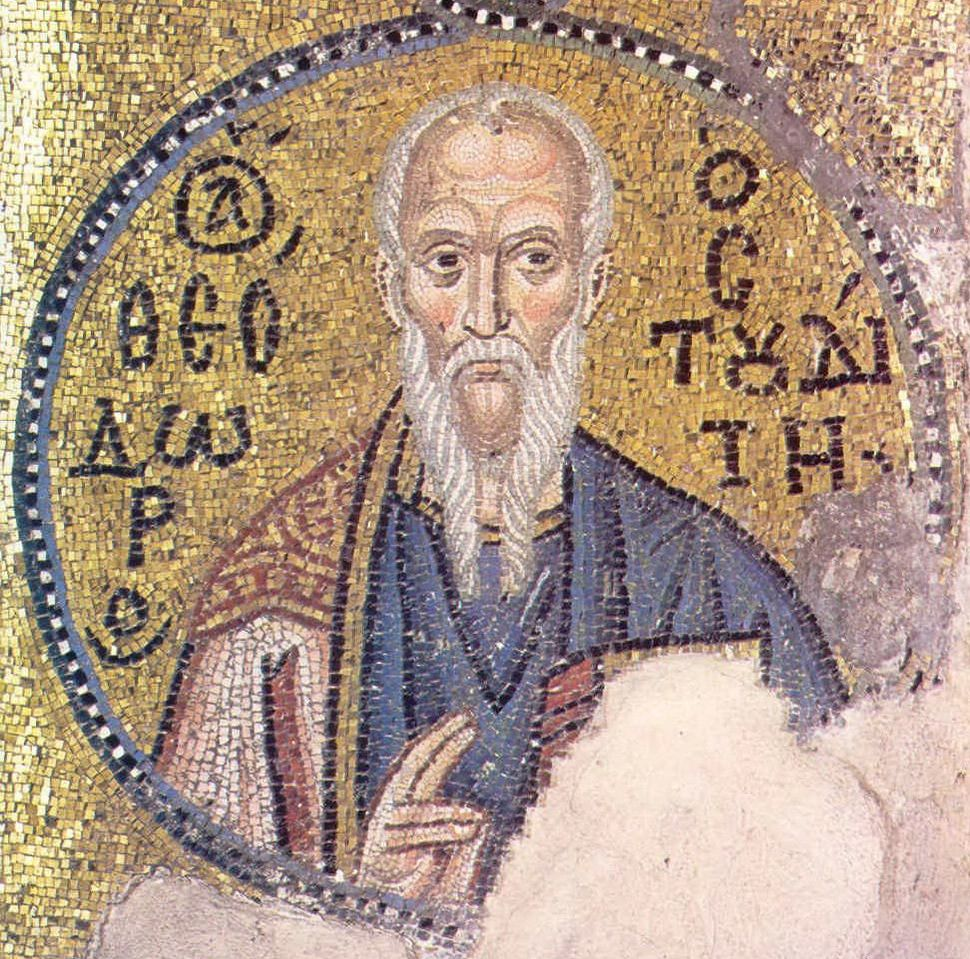
Феодор Студит

Византийская эпоха знала огромное количество монастырских уставов, их составляли игумены, архиереи, ктиторы, учреждавшие монастыри. Но наибольшую роль в развитии общежительного монашества сыграли Иерусалимский и Студийский уставы.

#### Иерусалимский устав
Иерусалимский устав (устав преподобного Саввы Освященного, написан для основанного им монастыря) в большей степени регламентировал порядок богослужений, хотя и описывает монашеские традиции палестинских монастырей VI века. На создание Иерусалимского устава оказали влияние иноческие уставы преподобного Пахомия и святого Василия Великого. Оригинальный список Иерусалимского устава, по сообщению Симеона Солунского, сгорел в 614 году когда Иерусалим захватил персидский царь Хосров.

#### Студийский устав
Студийский устав (устав преподобного Феодора Студита, написан для Студийского монастыря) в отличие от Иерусалимского устава напоминает штатное расписание, подробно описывая обязанности по монастырским должностям и послушаниям. Также особенностью Студийского устава по сравнению с Иерусалимским является то, что он был написан для монахов, проживающих в городском монастыре под руководством одного игумена (Савва Освященный написал свой устав для монахов, которые жили в рассеянных пещерах-келлиях и собирались вместе в церкви только для совместного богослужения). Полный текст Студийского устава был записан в конце X — начале XI веков, до этого времени существовали только краткие монастырские «Начертания».
Студийский устав был введён на Руси преподобным Феодосием Печерским в Киево-Печерской лавре. Он использовался в России до XIV века, когда был вытеснен Иерусалимским уставом, получившем распространение на Востоке.

### Католицизм

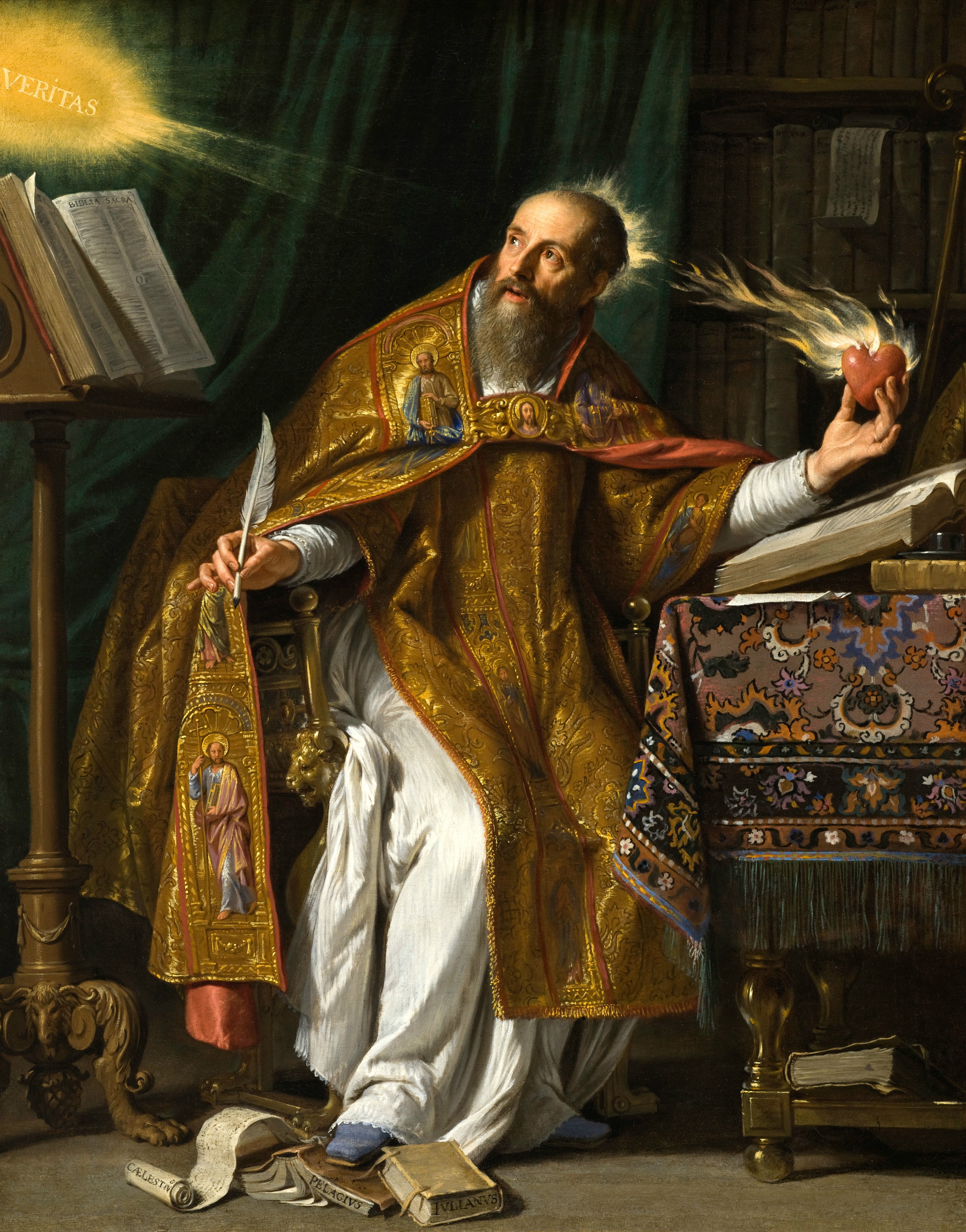
Аврелий Августин

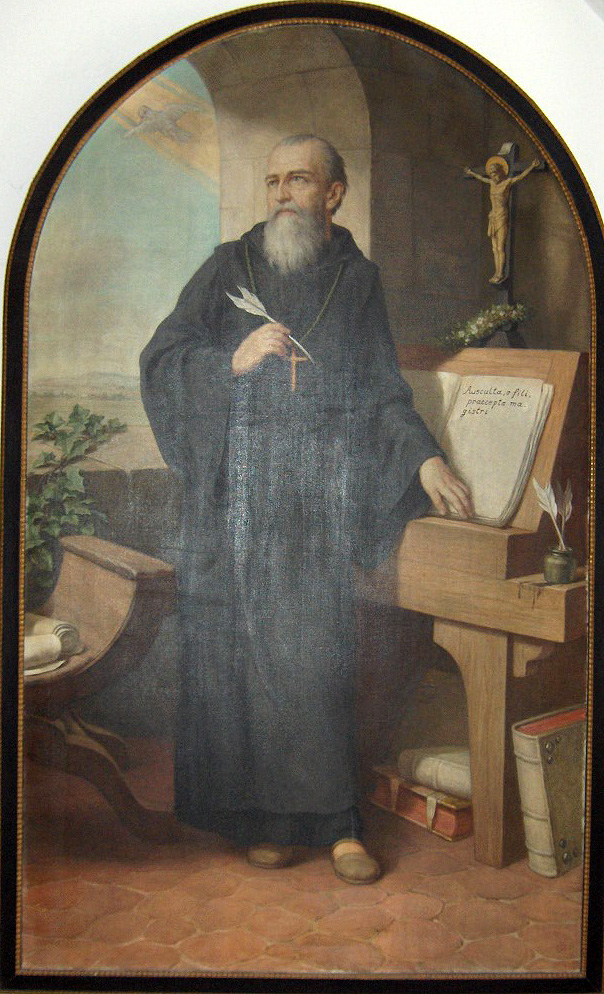
Бенедикт Нурсийский

#### Августинский устав
Августинский устав оказал существенное влияние на формирование первых монашеских уставов Западной Европы, в частности на Бенедиктинский устав. Широкое распространение Августинский устав получил уже в середине XI века, когда его приняло движение регулярных каноников, получивших затем название «августинцев».

#### Бенедиктинский устав
Бенедиктинский устав творчески вбирает в себя традицию древнегалльского монашества, монашества святого Августина и восточного монашества, с которым святой Бенедикт познакомился через сочинения святого Василия Великого и святого Иоанна Кассиана. Одним из источников для Бенедиктинского устава послужил также анонимный монашеский устав «Правила Учителя».

#### Латинский устав
Латинский устав определял правила поведения идеального рыцаря-христианина. Авторство приписывается Бернару де Клерво, монаху-бенедиктинцу, и Хьюго де Пейну, первому Великому магистру ордена тамплиеров. Документ был принят в качестве правил поведения рыцарей-тамплиеров.